# 예리반현

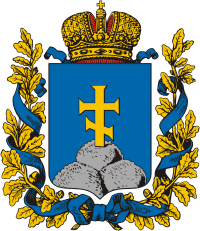
예레반현의 문장

예레반현(러시아어: Эриванская губерния, 아르메니아어: Երևանի նահանգ)은 1849년부터 1917년까지 존재했던 러시아 제국의 현으로 현도는 예레반이며 면적은 27,830km2, 인구는 829,556명(1897년 당시 기준)이다. 현재의 아르메니아 대부분과 아제르바이잔 나히체반 자치 공화국, 튀르키예 이디르주에 걸쳐 있었다.

## 같이 보기
- 예레반